# Aquin
Aquin (en criollo haitiano Aken) es una comuna de Haití, que está situada en el distrito de Aquin, del departamento de Sur.

## Historia
Asentamiento indio denominado Aquimo, fue desplazado por los españoles a su emplazamiento actual y posteriormente los franceses le pondrían su actual denominación. Pasó a ser comuna en 1776.
En 2015 las secciones comunales: 7.ª de Frangipane y 9.ª de Fond des Blancs, que hasta ese momento formaban parte de la comuna de Aquin, se desgajaron de esta para formar la nueva comuna de Fond-des-Blancs.

## Secciones
Está formado por las secciones de:
- Macéan  (que abarca parte del barrio de Vieux Bourg d'Aquin). Es la primera sección comunal de Aquin, contiene los barrios aparte de Vieux Bourg d´Aquin, como: Planie Dassema, Quartier, Carrefour 44, Saint Castor, Masseillan, Mélinette, Pascal, Dabon, Basse Terre, Duverger, Nan Citron, Nan Clos, Boucan Mapou, Baptiste, Ticoma, La Rou Pays, Labardie, Morne Duverger, Calvaire Miracle, Morne Michau, DuVerger, Tete L´étang, Lucrece, Morne Dubois, Maducaque y Grondel.
- Bellevue (que abarca parte del barrio de Vieux Bourg d'Aquin)
- Brodequin (que abarca también la isla de Cayo Grueso)
- Flamands
- Mare à Coiffe
- La Colline
- Colline à Mongons
- Guirand

## Demografía
| Gráfica de evolución demográfica de Aquin entre 2009 y 2015 |
|                                                             |

Los datos demográficos contemplados en este gráfico de la comuna de Aquin son estimaciones que se han cogido de 2009 a 2015 de la página del Instituto Haitiano de Estadística e Informática (IHSI). 